# Аль Али
Аль Али (араб. آل علي‎) — аравийский род из арабского клана 'Aбдa племени Шаммар, долгое время стоявший во главе этого племени и правивший эмиратом Джебель-Шаммар до 1834 года, когда его отстранил от власти поддерживаемый Саудитами шаммарский род ар-Рашид. Центром эмирата Аль Али был город Ха’иль.
В 1792 году род Аль Али встал на сторону Первого Саудовского государства в его борьбе с Османской империей.

## Шаммарскиешейхи и амиры из рода Аль Али
- 1489—1519 гг. Али ибн Али
- 1792—1818 гг. Мухаммад ибн Абд аль-Мухсин
- 1818—1834 гг. Салих ибн Абд аль-Мухсин
- 1837—1837 гг. Иса ибн Убайдаллах